# Coatzacoalcos (folyó)
A Coatzacoalcos mexikói folyó. A Sierra de Niltepecben ered, és átszelve a Tehuantepeci-földszoros egy részét (Oaxaca és Veracruz államokat érintve) folyik bele a Mexikói-öbölbe. Hossza 282 kilométer. Mellékfolyói a Jaltepec, a Chalchijalpa, az El Chiquito, az Uxpanapa és a Calzadas. A folyók kétharmada hajózható.
A Coatzacoalcos egyike a világ legszennyezettebb folyóinak, részben azért, mert hiányoznak a megfelelő környezetvédelmi törvények, amik megvédhetnék.

## A folyó legendája
Az azték isten, Quetzalcoatl egy kígyóbőrből készült tutajon hajózott mindaddig, amíg el nem tűnt a láthatáron. Azóta hívják a folyót Coatzacoalcosnak, ami annyit jelent: „a hely, ahol a kígyó rejtőzik”.

## A kikötő
Coatzacoalcos városa, ami a folyó torkolatában fekszik, egyike a legiparosodottabb kikötőknek. Fontosságára nézve a harmadik a Mexikói-öbölben. Fontos helyszíne a nemzetközi kereskedelemnek, legfontosabb árui a helyi farmerek termékei, faáruk.

## Fordítás
Ez a szócikk részben vagy egészben  a   Coatzacoalcos River című angol Wikipédia-szócikk ezen változatának fordításán alapul.  Az eredeti cikk szerkesztőit annak laptörténete sorolja fel. Ez a jelzés csupán a megfogalmazás eredetét és a szerzői jogokat jelzi, nem szolgál a cikkben szereplő információk forrásmegjelöléseként.